# 安田修 (ライター)
安田修（やすだ・おさむ 1958年- ）は兵庫県神戸市出身のフリーライター。『日本を脱出する本』『日本脱出マニュアル』『アジアで起業読本』の著者。2009年8月、東京から沖縄県那覇市に転居。

## 著書
※ 出典: 国立国会図書館NDL-OPAC、国立国会図書館Dnavi
- 『日本脱出マニュアル Change Your Life』 （ハルアンドアーク、2001年11月）　ISBN 4939039072
- 『日本脱出マニュアル 2004』 （羊土社、2003年7月）　ISBN 4897068371
- 日本人医師資格の途上国適用（寄稿）『なぜ医師たちは行くのか 国際医療ボランティアガイド』 （吉田敬三編 羊土社、2003年10月）　ISBN 4897068401
- 『アジアで起業読本』 （情報センター出版局、2004年9月）　ISBN 4795842620
- 『日本脱出マニュアル 2005-06』 （羊土社、2005年4月）　ISBN 4897068436
- 『日本を脱出する本』 （ダイヤモンド社、2011年8月）　ISBN 9784478016640